# Мехелинк, Харолд
Харолд Жюль Мишель Мари Мехелинк (нидерл. Harold Jules Michel Marie Mechelynck, 1 июля 1924, Гент, Бельгия — 12 сентября 2013) — бельгийский хоккеист (хоккей на траве), нападающий. Сыграл 70 матчей за сборную Бельгии.

## Биография
Харолд Мехелинк родился 1 июля 1924 года в бельгийском городе Гент.
34 года выступал за местный клуб «Гантуаз».
В 1948 году вошёл в состав сборной Бельгии по хоккею на траве на Олимпийских играх в Лондоне, поделившей 7-9-е места. Играл на позиции нападающего, провёл 4 матча, мячей (по имеющимся данным) не забивал.
В 1952 году вошёл в состав сборной Бельгии по хоккею на траве на Олимпийских играх в Хельсинки, поделившей 9-12-е места. Играл на позиции нападающего, провёл 4 матча, забил (по имеющимся данным) 1 мяч в ворота сборной Финляндии.
Умер 12 сентября 2013 года. Похоронен на городском кладбище Гента.